# Semicytherura johnsonoides
Semicytherura johnsonoides är en kräftdjursart som först beskrevs av Joseph Swain 1967.  Semicytherura johnsonoides ingår i släktet Semicytherura och familjen Cytheruridae. Inga underarter finns listade i Catalogue of Life.